# هنزک
هِنزَک یکی از روستاهای دهستان لواسان کوچک بخش لواسانات در شهرستان شمیرانات استان تهران ایران است. مردم روستای هنزک به تاتی که زبان غالب در منطقه قصران است سخن می‌گویند.

## جمعیت
جمعیت این روستا بر اساس سرشماری سال 1395 حدود 720نفر در 100خانوار بوده است که قطعاً تا کنون افزایش یافته است. دهیاری این روستا فعال  و در حال خدمات رسانی به روستا می باشد. شماره تلفن دهیاری هنزک :02126558681 